# Bygelmustasch
Bygelmustasch eller byglar, även polisongmustasch, är bildliga namn för en mustaschstil där läpphåret och skägget trimmas så mustaschen växer ihop med polisongerna och bildar nedåthängande byglar (bågar) över var kind. Typen var vanlig under mitten av 1800-talet.